# اسکی مارپیچ (فیلم)
اسکی مارپیچ (انگلیسی: Slalom) فیلمی ایتالیایی به کارگردانی لوچانو سالچه است که در سال ۱۹۶۵ منتشر شد. از بازیگران آن می‌توان به ویتوریو گاسمن، آدولفو چلی، دانیلا بیانکی و ببا لونچار اشاره کرد. انیو موریکونه برای این فیلم موسیقی ساخته‌است. منتقد سایت وُلچر نوشته‌است: «این فیلم برای هر نوع طبقه اجتماعی بسیار غنی و انسانی است.» منتقد هالیوود ریپورتر نیز آورده‌است: «در واقع، عنوان فیلم به همان‌اندازه که به اسکی اشاره دارد به نحوه تغییر دائمی قهرمانش بین احساسات متناقض نیز اشاره دارد.»

## داستان
لوچیو و ریکاردو، دو رفیق هستند که ازدواج کرده‌اند و حالا می‌خواهند همسران خود را برای تعطیلات و اسکی به سستریر تورین ببرند اما نادیا و هلن زیبا و اغواگر، آنها را به سوی یک ماجراجویی عظیم و خطری غیرمنتظره هدایت می‌کنند که در نهایت لوچیو مجبور می‌شود با گذرنامه جعلی و هویت فردی دیگری به مصر برود.